# Juan Santiago
Juan Santiago ist ein ehemaliger uruguayischer Fußballspieler.

## Karriere

### Verein
Santiago spielte auf Vereinsebene mindestens 1945 für Liverpool Montevideo in der uruguayischen Primera División.

### Nationalmannschaft
Santiago war Mitglied der A-Nationalmannschaft Uruguays, für die er vom 14. Mai 1944 bis zu seinem letzten Einsatz am 15. Februar 1945 drei Länderspiele absolvierte. Ein Länderspieltor erzielte er nicht. Er gehörte dem Aufgebot Uruguays bei der Südamerikameisterschaft 1945 an. Im Verlaufe des Turniers kam er in der Begegnung mit Bolivien zum Einsatz.